# Fundos Abutres
Em assunto, fundos abutres é...

## Introdução
A expressão “fundos abutres” não configura terminologia oficial ou inconteste. Trata-se geralmente de termo utilizado para referir-se a fundos de investimento com certas características: 1) são credores secundários, comumente organizados sobre a forma de fundos de cobertura (hedge fund); 2) buscam  elevados lucros via especulação; 3) atuação no mercado internacional e investimento em dívidas soberanas (SCHMITT, 2015, p.386). Há quem considere que fundos abutres podem investir também em empresas em situação crítica; há também o posicionamento de que é precisamente a atuação no mercado de dívidas soberanas que diferencia os fundos abutres dos fundos hedge.
Os fundos abutres compram seus títulos, portanto, em mercado secundário (hiperlink) e caracterizam-se pela obtenção de lucros extraordinários através de demandas judiciais, tendo como polo passivo o Estado devedor (SOOKUN, 2010).  
No caso específico da cobrança de títulos de dívidas soberanas, os fundos abutres tendem a buscar seus lucros por via judicial (SCHMITT, 2014). No mercado internacional de dívidas soberanas, diferentemente do que ocorre nos mercados internos, a atuação dos fundos abutres não está devidamente regulada, nem há normas protetivas aos cidadãos de Estados em cenário de endividamento crítico. Costumam atuar principalmente em Estados pobres e com elevadas dívidas externas, especialmente quando incluídos no grupo HIPC (heavily indebted poor countries)

## Histórico
A história dos Fundos Abutres gira em torno de duas tendências político jurídicas, diretamente ligadas entre si, que permitiram seu desenvolvimento e métodos de ação: renúncia, seja explícita ou implícita da imunidade por soberania, em relação à possibilidade de ação por parte do credor ou em relação à execução; e alteração na interpretação da defesa de Champerty.
Nos anos 70 ocorreu uma grande quantidade de empréstimos de instituições financeiras a países latino americanos, devido ao capital gerado pela alta no preço do barril de petróleo no período – os chamados petrodólares. Era comum que os Estados, visando maior credibilidade para garantir um fluxo maior de empréstimos, renunciassem à sua soberania em relação ao litígio e/ou a execução, se sujeitando a poder judiciário externo. Com a crise latino americana dos anos 80, o cenário era de uma série de países extremamente endividados, e sujeitos a soberania de outros países.

### Renúncia de Soberania: Republic of Argentina v. Weltover, inc
A renúncia de soberania pode ocorrer de maneira explícita, estando presente no próprio contrato que gerou o débito, como de maneira implícita, isto é, determinada judicialmente, em que se evoca o Estatuto de Atividade Comercial dos EUA. O caso marcante que iniciou tal jurisprudência foi o Republic of Argentina v. Weltover, inc, em que atos de Estado deixaram de ser considerados como necessariamente não comerciais.
A Argentina, a fim de conseguir acesso a transações internacionais, iniciou um processo de compra de Dólares no final dos anos 70, porém, em 1986, durante a crise latino americana, o País deixou de pagar seus credores. Tal dívida, no distrito de Nova York, somava pouco mais de 1 milhão de dólares. Seus credores iniciaram o litígio, sendo prontamente respondidos com uma defesa baseada em soberania.
Porém, esta foi a primeira vez que um País, que não renunciou sua soberania contratualmente, teve esta renunciada implicitamente, isto é, declarada pelo judiciário baseado em lei: a FSIA (Ato de Imunidade de Países Estrangeiros). Esta lei, datada de 1976, determina que, a soberania pode ser ignorada em casos de dívidas relativas a atividades comerciais do País estrangeiro.
Pode se argumentar que toda atividade realizada por um país é necessariamente não comercial, uma vez que a atividade fim não possui relação com lucro. Porém, o FSIA determina que a atividade comercial, no caso de Países, não reside no objetivo da atividade, mas na atividade em si. Além disso, o ato determina que são passíveis de quebra de soberania as atividades comerciais que: ocorrerem em solo estadunidense ou tiverem impacto direto nos EUA.
No caso argentino, a compra e venda de moeda foi entendida como atividade comercial e como todo este processo ocorreu nos EUA, isto fez com que fosse enquadrado no FSIA. Cabe dizer que a soberania argentina ainda poderia ser alegada, uma vez que uma lei que a igualdade entre os Estados, e um país soberano não pode, unilateralmente, restringir a soberania de outro. Porém, quando se trata de países com forte instabilidade financeira, não aceitar essa imposição seria fechar suas portas para futuros empréstimos e transações financeiras, o que os força a aceitar esses termos.
Logo, tem-se um cenário em que diversos países, principalmente latino americanos, mas também africanos e do leste europeu, encontram-se profundamente endividados e sem poderes de soberania sobre essas dívidas, seja devido à renúncia contratual, seja por enquadramento no Estatuto de Atividade Comercial dos EUA, como explicados acima.

### Comprar para litigiar: Champerty doctrine
A última alternativa para evitar o litígio encontra-se no direito Inglês de Common Law, chamado Champerty doctrine. Tal doutrina visa evitar litígios de má-fé, vedando, dentre outras coisas, a compra de dívidas com o único propósito de judicializar a questão.
Esse era o entendimento da maioria das cortes que seguiam o modelo Inglês de Direito, porém, com o caso Elliott Associates, L.P. v. Republic of Peru, de 1998, tal entendimento foi revertido para os casos de fundos abutres.
Em 1996, Elliott comprou, por 20 milhões de dólares, as dívidas do Bando do Perú com o SBC (Swiss Bank Corporation). Em valores corrigidos, o valor total da dívida beirava os 60 milhões de dólares.
Elliott Associates é uma empresa estadunidense com forte participação na história dos fundos abutres. O modus operandis da empresa é o padrão de fundos abutres: comprar dívidas de países, no geral profundamente endividados, com a intenção de iniciar o litígio, algo dificultado pelo Champerty doctrine na maioria dos países onde o crédito era localizado.
Porém, uma singela argumentação fez com que tal doutrina fosse deixada de lado no caso de fundos abutres: o objetivo não é judicializar a questão. O objetivo é receber a dívida em sua totalidade ou judicializar a questão.
Logo, a ação desses fundos foi considerada como mero contencioso, mesmo ficando evidente que a empresa tinha pleno conhecimento que o país não tinha condições de pagar a dívida e que a única possibilidade de sanar essa pretensão seria através das vias judiciais.
Após essa vitória judicial, uma intensa campanha de lobbying foi feita pelos fundos para retirar a Champerty doctrine do sistema legal do Estado de Nova York, principal local de litígios dessa natureza. Em 2004 o projeto de lei foi aprovado, acabando com essa possibilidade de defesa para casos em que a dívida é maior que 500 mil dólares.
A partir desses dois marcos politico jurídicos: soberania ignorada e Champerty não aplicável, as principais barreiras para a atuação dos fundos abutres foram eliminadas, abrindo portas para uma série de outros litígios desta natureza e garantindo vitórias dos fundos em sua maioria.

## Formas de Execução das Dívidas
Por mais que o Banco Mundial tente aliviar os débitos dos Estados inscritos no grupo HIPC, cabe ao credor, voluntariamente, anuir com esse tipo de iniciativa (LE MONDE, 2007). Não há base legal para assegurar que o fundo credor aceite a reestruturação da dívida; não há, no plano internacional, nada análogo à recuperação judicial das empresas no direito interno. Disso decorre que os abutres aproveitam-se da vulnerabilidade dos Estados pobres e endividados, motivo pelo qual recebem tal alcunha (SCHMITT, 2014).
As estratégias especulativas desses fundos têm levantado críticas de caráter ético.  Em 2007, no caso da Zâmbia, o conselheiro presidencial e consultor da OXFAM, Martin Kalunga-Banda, afirmou que o pagamento da dívida requerida pelos fundos “abutres” era equivalente ao custo do tratamento médico de mais de cem mil cidadãos (BBC NEWS, 2007).
A possibilidade de obter lucros pela via judicial é favorecida pela flexibilização das imunidades jurisdicionais do Estado. Nesse contexto, caso República da Argentina vs Fundo Weltover, julgado pela Suprema Corte Norte-Americana, foi emblemático. Os magistrados consideraram que títulos da dívida soberana possuíam natureza comercial, de modo que o Estado poderia ser demandado judicialmente, desprovido do benefício das imunidades de jurisdição (SCHMITT, 2014, p.54-56).
Ainda assim, efetivar a cobrança em face de um Estado é um processo complexo. Tradicionalmente, antes da flexibilização da doutrina das imunidades jurisdicionais, os abutres aplicavam determinadas estratégias como resposta à moratória dos Estados devedores: 1) sanções econômicas informais, a exemplo da negação de futuros empréstimos até o pagamento da dívida e 2) uso da influência política e diplomática do governo do país de origem do fundo. A partir da década de 80, mudanças no mercado de títulos soberanos e nas imunidades de jurisdição permitiram o emprego mais recorrente da via judicial. Imprescindível salientar que, tornadas mais flexíveis as imunidades de jurisdição, isso não representa necessariamente uma perda de imunidades de execução, embora estas também tenham se enfraquecido.
Os Estados possuem mecanismos alternativos juridicamente aplicáveis de defesa contra as investidas judiciais de seus credores. São eles a Teoria do Ato de Estado, a Cortesia Internacional e a Doutrina Champerty. A Teoria do Ato de Estado, ligada às imunidades jurisdicionais e ao respeito à soberania, veda que um juiz exerça jurisdição sobre ato realizado em Estado estrangeiro. A Cortesia Internacional consiste no reconhecimento da validade dos atos legislativos, executivos e judiciais do Estado estrangeiro. A Doutrina Champerty, por sua vez, proíbe ações fundamentadas em reivindicações compradas exclusivamente com o objetivo de obter lucros via demanda judicial. Nenhum desses mecanismos resultou em barreira efetiva para os intuitos de litigância judicial dos fundos abutres; BLACKMAN, MUKHI, 2010).

## Controvérsias
O lucro do fundo abutre é favorecido por sua capacidade de executar o Estado devedor. Com a Lei de Imunidades Soberanas Estrangeiras, diploma normativo norte-americano de 1976, as possibilidades executar do devedor tornaram-se mais amplas. Às vezes, todavia, podem optar os abutres por processos de negociação e reestruturação da dívida (SCHMITT, 2014).
O severo impacto da atuação desses agentes na dívida externa de países pobres (em especial os HIPC) tem provocado questionamentos éticos e políticos, que se traduzem em iniciativas legislativas, embora insuficientes. Em 2009, nos Estados Unidos, foi introduzido o projeto “Stop ‘Vulture’ Funds Act” (Stop Very Unscrupulous Loan Transfers from Underprivileged Countries to Rich, Exploitive Funds Act), que limitava a taxa de juros a ser cobrada por tais credores. O projeto de lei não logrou êxito. No mesmo ano, foi apresentado o a lei “Developing Country Debt (Restriction of Recovery) Bill”, a qual foi posteriormente aprovada. No Reino Unido, uma lei de 2010 veda o uso de cortes britânicas para execução de títulos de dívidas soberanas por abutres. Note-se que são iniciativas bastante tênues e que não inibem o comportamento predatório dos fundos.